# WWA World Heavyweight Championship
Il WWA World Heavyweight Championship è stato il titolo più importante della federazione World Wrestling All-Stars.

## Storia
Il primo vincitore fu Road Dogg che sconfisse Jeff Jarrett il quale sconfitto fu però l'unico ad avere più di un regno. 

Il titolo fu unificato al NWA World Heavyweight Championship il 25 maggio 2003.

## Albo d'oro
| Lottatori                                                                | Regni | Data             | Luogo                   | Note                                                                 |
| ------------------------------------------------------------------------ | ----- | ---------------- | ----------------------- | -------------------------------------------------------------------- |
| Road Dogg                                                                | 1     | 19 ottobre 2001  | Perth, Australia        | Sconfisse Jeff Jarrett per diventare il primo campione.              |
| Vacante                                                                  |       | 26 ottobre 2001  | Sydney                  | Reso vacante per il torneo del PPV "The Inception".                  |
| Jeff Jarrett                                                             | 1     | 26 ottobre 2001  | Sydney                  | Sconfisse B.G. James nella finale del torneo al PPV "The Inception". |
| Nathan Jones                                                             | 1     | 7 aprile 2002    | Sydney                  |                                                                      |
| Scott Steiner                                                            | 1     | 13 aprile 2002   | Melbourne               | Durante l'evento "The Eruption".                                     |
| Vacante                                                                  |       | Ottobre 2002     |                         | Steiner passò alla WWF.                                              |
| Lex Luger                                                                | 1     | 6 dicembre 2002  | Glasgow, Scozia         | Sconfisse Sting nel PPV "The Retribution".                           |
| Sting                                                                    | 1     | 13 dicembre 2002 | Zurigo, Svizzera        |                                                                      |
| Jeff Jarrett                                                             | 2     | 25 maggio 2003   | Auckland, Nuova Zelanda | PPV "The Reckoning".                                                 |
| Titolo unificato al NWA World Heavyweight Championship il 25 maggio 2003 |       |                  |                         |                                                                      |